# 大須賀忠政
大須賀 忠政（おおすが ただまさ）は、安土桃山時代から江戸時代初期にかけての武将、大名。上総久留里藩主、後に遠江横須賀藩の初代藩主。

## 生涯

### 生い立ち
天正9年（1581年）、徳川氏の重臣・榊原康政の長男として生まれる。母は大須賀康高の娘善学院。外祖父康高に嗣子がなかったことから、天正17年（1589年）の康高の死後、その養子となって大須賀氏を継いだ。この時、徳川家康から松平姓を与えられた。榊原家は2人の弟忠長、康勝がそれぞれ父の後継者となった。

### 武将として

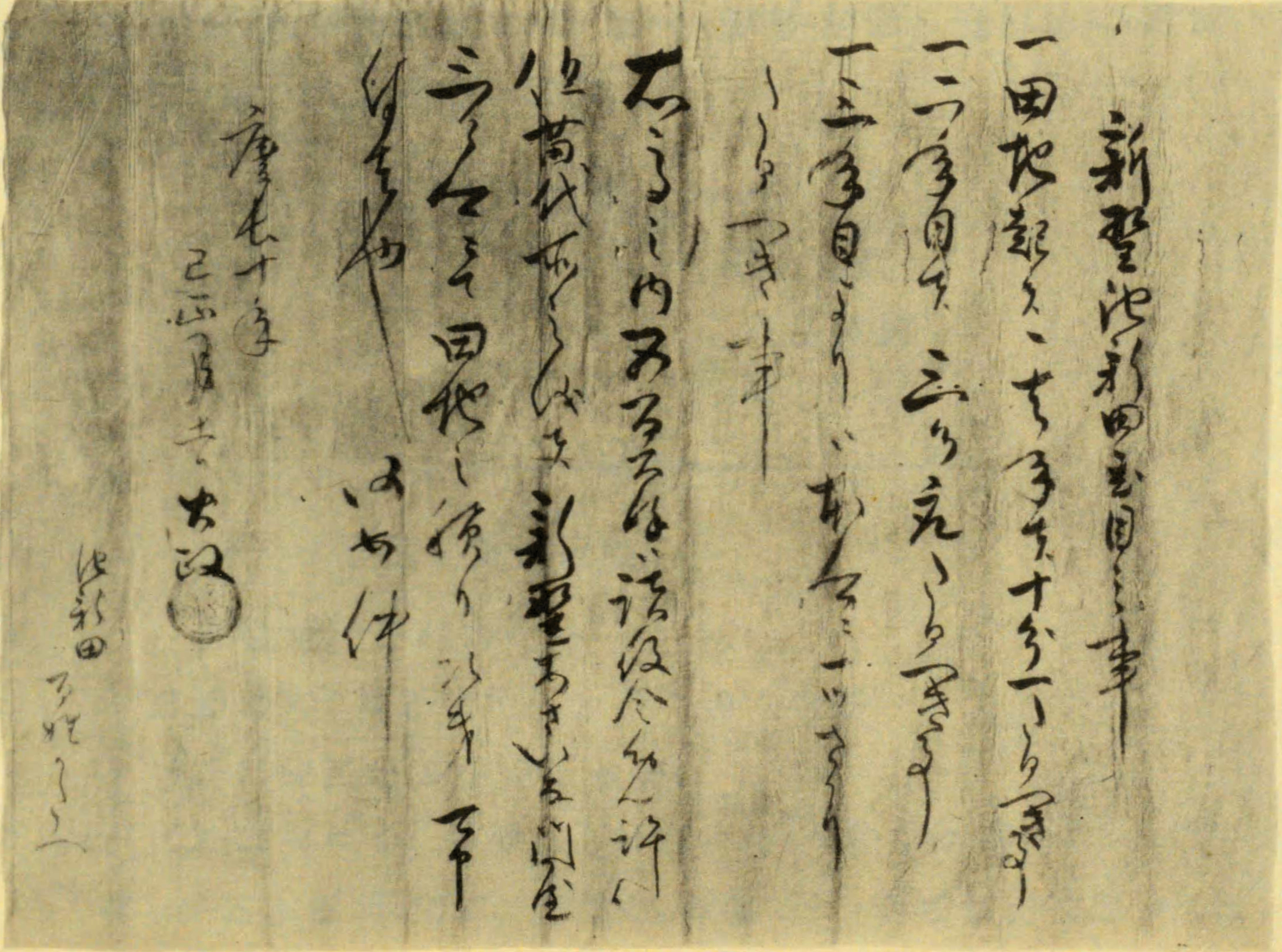
遠江国城飼郡新野池新田に対する朱印状（『大須賀忠政朱印狀』慶長10年1月11日、個人蔵）。新野池新田の置目を定めている

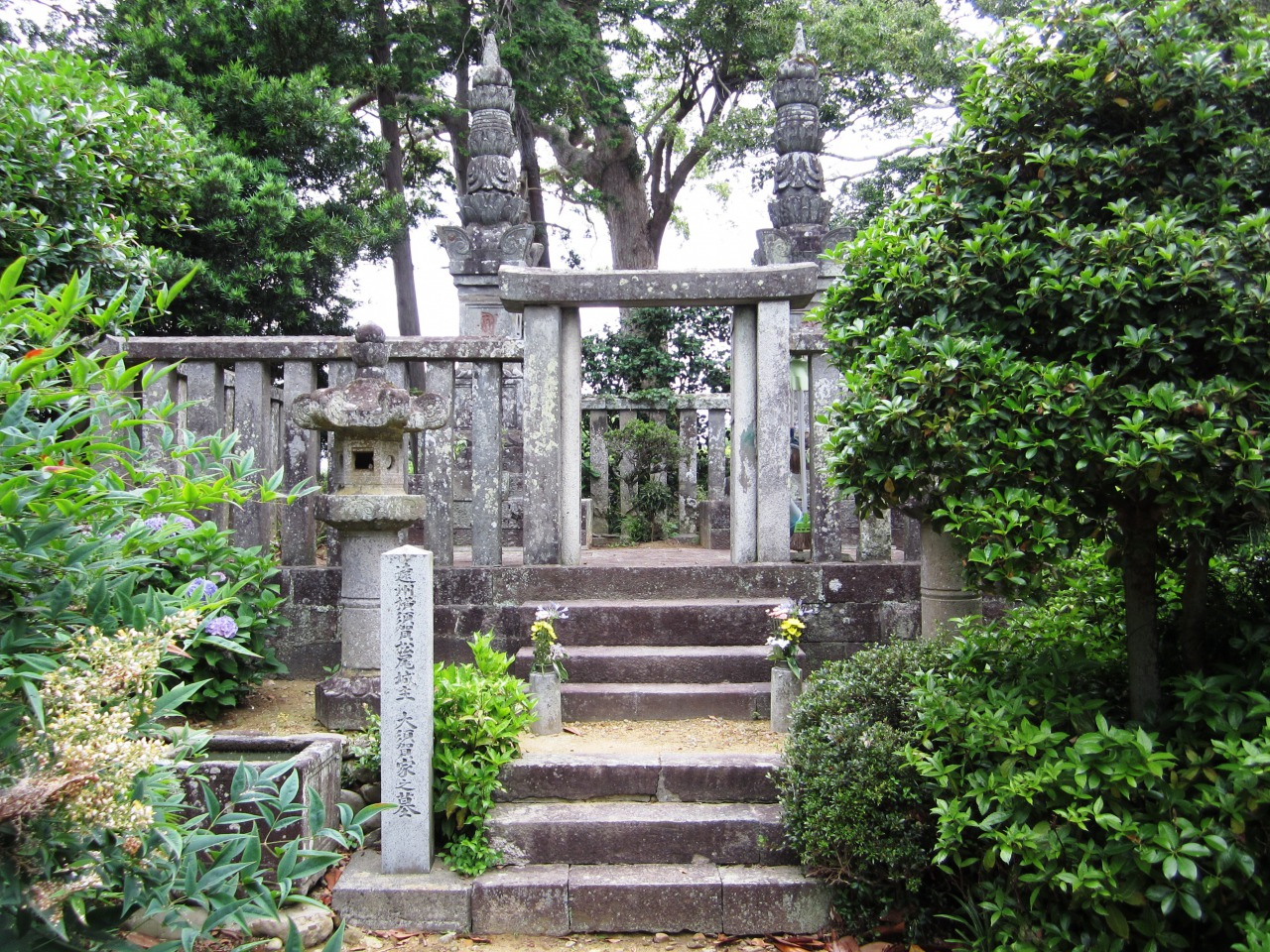
撰要寺の大須賀家の墓。左が忠政、右は養父康高の墓。静岡県指定史跡（撰要寺墓塔群）。

天正18年（1590年）、家康が関東に移封されると、上総久留里に3万石を与えられた。慶長4年（1599年）、豊臣姓を下賜され、4月17日に従五位下、出羽守に叙任される。関ヶ原の戦い後の慶長6年（1601年）2月、上総久留里から遠江横須賀6万石に加増移封され、横須賀藩の初代藩主となった。慶長7年（1602年）、家康から松平姓を与えられた。慶長10年（1605年）には大規模な検地を行ない、さらに城下町造りなどを積極的に行なって藩政の基礎を固めた。
慶長12年（1607年）春に病に倒れ、養生のために上洛したが、その甲斐なく9月11日に死去した。享年27。
跡を子の忠次が継いだ。忠次は後に父の旧姓である榊原家の家督を継承している。